# マルクス・アエミリウス・レピドゥス (紀元前187年の執政官)
マルクス・アエミリウス・レピドゥス（ラテン語: Marcus Aemilius Lepidus、? - 紀元前152年）は、共和政ローマのパトリキ（貴族）出身の政務官。紀元前187年と紀元前175年に執政官（コンスル）、紀元前179年に監察官（ケンソル）、紀元前180年から没するまでは最高神祇官（ポンティフェクス・マクシムス）を務めた。執政官時代、リグリアに対して何度も勝利を収めている。筆頭元老院議員に6回連続で（30年間）記録されており、死ぬまでの数十年間はローマで最も影響力のある政治家の一人であった。

## 出自
レピドゥスの属するアエミリウス氏族は、古代の歴史家によると、ローマで最も古い家系とされている。最古の18部族の一つが、この氏族名を名乗った。その祖先はピタゴラス、あるいは第二代ローマ王ヌマ・ポンピリウスともされる。プルタルコスが引用している一説ではアイネイアースとラウィーニアの間の娘がアエミリアで、初代ローマ王ロームルスを生んだとしている（通説ではレア・シルウィアが母）。
アエミリウス氏族のうち、レピドゥスのコグノーメン（第三名、家族名）を持つもので最初に執政官となったのは、紀元前285年のマルクス・アエミリウス・レピドゥスである。レピドゥスの祖父のプラエノーメン（第一名、個人名）はマルクス、祖父も同じくマルクスである。父は紀元前218年に法務官（プラエトル）に、祖父は紀元前232年に執政官に就任している。

## 経歴

### 青年期
レピドゥスに関する最初の記録は紀元前201年にさかのぼる。この年、元老院は元ケンソルのガイウス・クラウディウス・ネロとプブリウス・センプロニウス・トゥディタヌスをプトレマイオス朝エジプトに派遣しているが、レピドゥスもその一員であった。この使節団の公式の目的は、同盟国であるエジプトのプトレマイオス5世に第二次ポエニ戦争の勝利を報告することであったが、非公式の目的はマケドニアとの戦争が起こった場合のエジプトの支援を得ることであった。マケドニアのピリッポス5世はこのときペルガモンとロドスと戦争を行っており、ローマはすでに最後通牒を送っていた。使節団がエジプトから戻ったときには、ピリッポス5世は重要な都市であるアビドス（en）を包囲していた。レピドゥスはピリッポスの言い分を聞くために派遣された。リウィウスとポリュビオスによると、レピドゥスはピリッポスに対して何故戦争を開始したのかと厳しく問い詰めた。対してピリッポスは「もしローマがマケドニアを攻撃するつもりなら、高い代償を払うことになるだろう」と返答した。結果として第二次マケドニア戦争が勃発する。

### クルスス・ホノルム

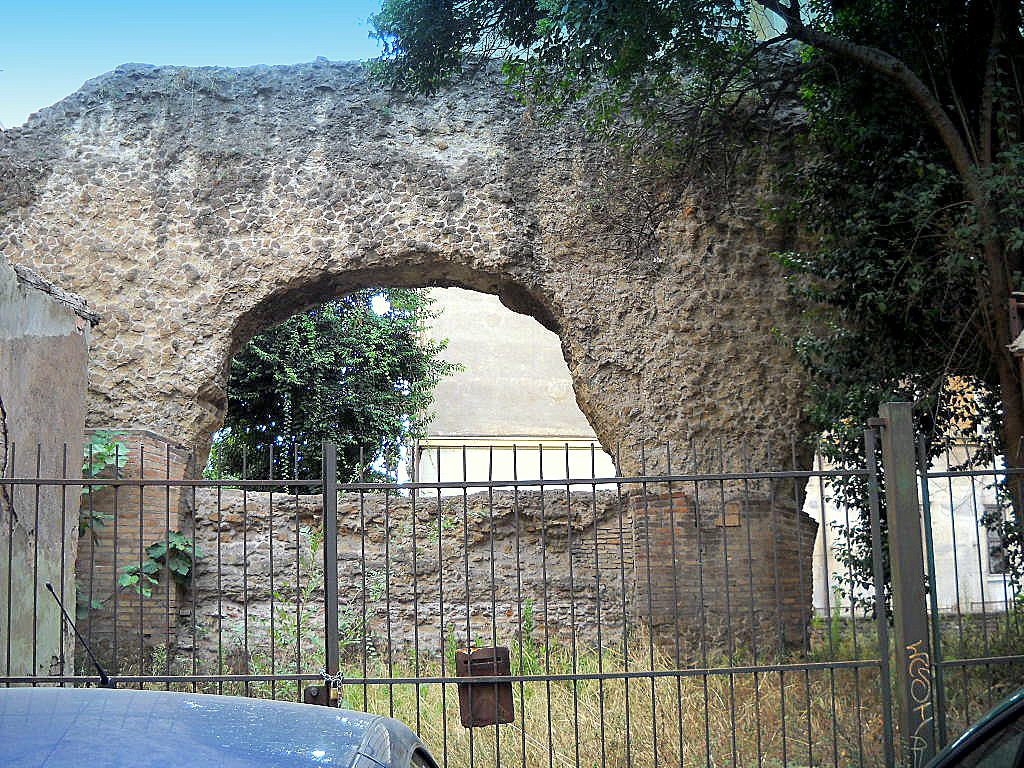
エンポリウム近くのポルティクス・アエミリアの遺跡

紀元前199年、レピドゥスはセルウィウス・スルピキウス・ガルバの死去に伴って神祇官（ポンティフェクス）に選ばれた。紀元前193年（紀元前192年説もある）、レピドゥスはアエディリス・クルリス（上級按察官）に就任した。同僚は親戚のルキウス・アエミリウス・パウルス（後のマケドニクス）であった。両者は、牧畜業者が公有地を不正に使用しているとして非難し、彼らから徴収した罰金でユーピテル神殿を金メッキした楯で装飾した。加えて、リウィウスによれば、エンポリウムの近くとカンプス・マルティウスの近くにポルチコ（アーケード）を新設したが、その遺跡はポルティクス・アエミリア（en）として現存している。
紀元前191年に法務官（プラエトル）に就任するが、同僚法務官はまたもパウルスであった。レピドゥスはシキリア属州総督として赴任した。翌年も前法務官としてインペリウム（軍事指揮権）を継続した。レピドゥスはローマ・シリア戦争でアンティオコス3世とアエトリア同盟と戦うローマ軍に対する食料の供給システムを構築した。
同年（紀元前190年）末、レピドゥスは初めて執政官選挙に立候補した。パトリキからは他にグナエウス・マンリウス・ウルソとマルクス・ウァレリウス・メッサッラが立候補したが、リウィウスによれば、この中では「メッサッラが最有力」であった。しかし、候補者の中で必要得票数を得たのはプレブス（平民）のマルクス・フルウィウス・ノビリオル一人のみであった。規定によってノビリオルが同僚となるパトリキ執政官を指名できることとなったが、ノビリオルはレピドゥスの政敵であったこともあり、ウルソが指名された。1年後、レピドゥスとメッサッラは再び執政官に立候補したが、ノビリオルが選挙の管理官だったこともあり、メッサッラが当選した。

### 執政官I
しかしリピドゥスはその翌年も立候補してついに当選、紀元前187年の執政官に就任した。同僚執政官はガイウス・フラミニウスであった。この年、東方に出征していたノビリオルとウルソがローマに帰還すると、彼らに対する訴訟がなされた。レピドゥスは何れの場合も原告側を支援し、彼らの凱旋式の実施を阻止しようとした。ウルソを訴えたのは、アンティオコスとの講和交渉を行った10人委員会であり、その中にはリピドゥスの元同僚のルキウス・アエミリウスも含まれていた。訴訟の理由はウルソが当初の合意に反してアンティオコスを捕らえようとしたこと、ガラティアに対する戦争を元老院の承認を得ずに始めたこと、条約交渉においてペルガモンの利益になるように働いたこと、トラキアで現地部族に襲撃された際に有効な反撃ができなかったこと、であった。ノビリオルを訴えたのはアンブラキアの外交使節で、アンブラキアに対する攻撃を開始した責任、残虐行為と講和後の美術品略奪が理由であった。ガイウル・フラミニウスはノビリオルを支持した。元老院はノビリオルに略奪品をアンブラキアに返却するように求めたが、最後にはウルソ、ノビリオルに凱旋式の実施を許可した。

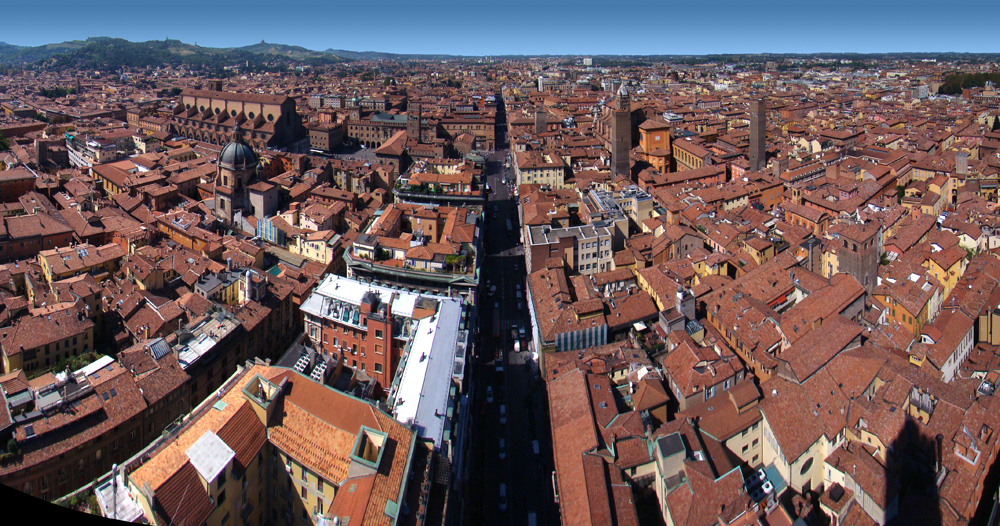
現在のエミリア街道（ボローニャ）

ローマ・シリア戦争が終結したため、レピドゥスとフラミニウスの両執政官ともに、イタリア北部のリグリアで戦うこととなった。レピドゥスは一度の会戦で勝利し、アペニン山脈の両側の多くの部側を支配下に置き、リグリア人を山岳部から平野部へと移動させた。その地域でのローマの権力を確実なものにするため、レピドゥスはアリミヌム（現在のリミニ）からプラケンティア（現在のピアチェンツァ）まで街道を建設した。この街道はフラミニウス街道と連結し、アエミリア街道と呼ばれることになる、途中のカストラ（大規模な野営地の意味だが、この場合は工事拠点）は彼の名前からレギウム・レピディ（現在のレッジョ・エミリア）と名づけられた。ガリア・キサルピナのケノマニ族（en）がレピドゥスを頼り、法務官マルクス・フルウィウス・クラシペダを訴えて来た際には、レピドゥスはケノマニ族に有利な決定をしている。

### ケンソル
執政官の任期が終了すると、レピドゥスは植民都市パルマとムティナ（現在のモデナ）を建設する三人委員の一人となった（紀元前183年）。紀元前180年には、ガイウス・セルウィリウス・ゲミヌスの死去に伴って最高神祇官に就任した。レピドゥスの経歴の頂点は、紀元前179年に政敵であったノビリオルと共に監察官に就任したときである。クィントゥス・カエキリウス・メテッルス（紀元前205年の執政官）が両者を和解させ、その後両者は自制的に行動した。このときの元老院議員名簿改定において、レピドゥスは元老院筆頭（プリーンケプス・セナートゥース）となった。

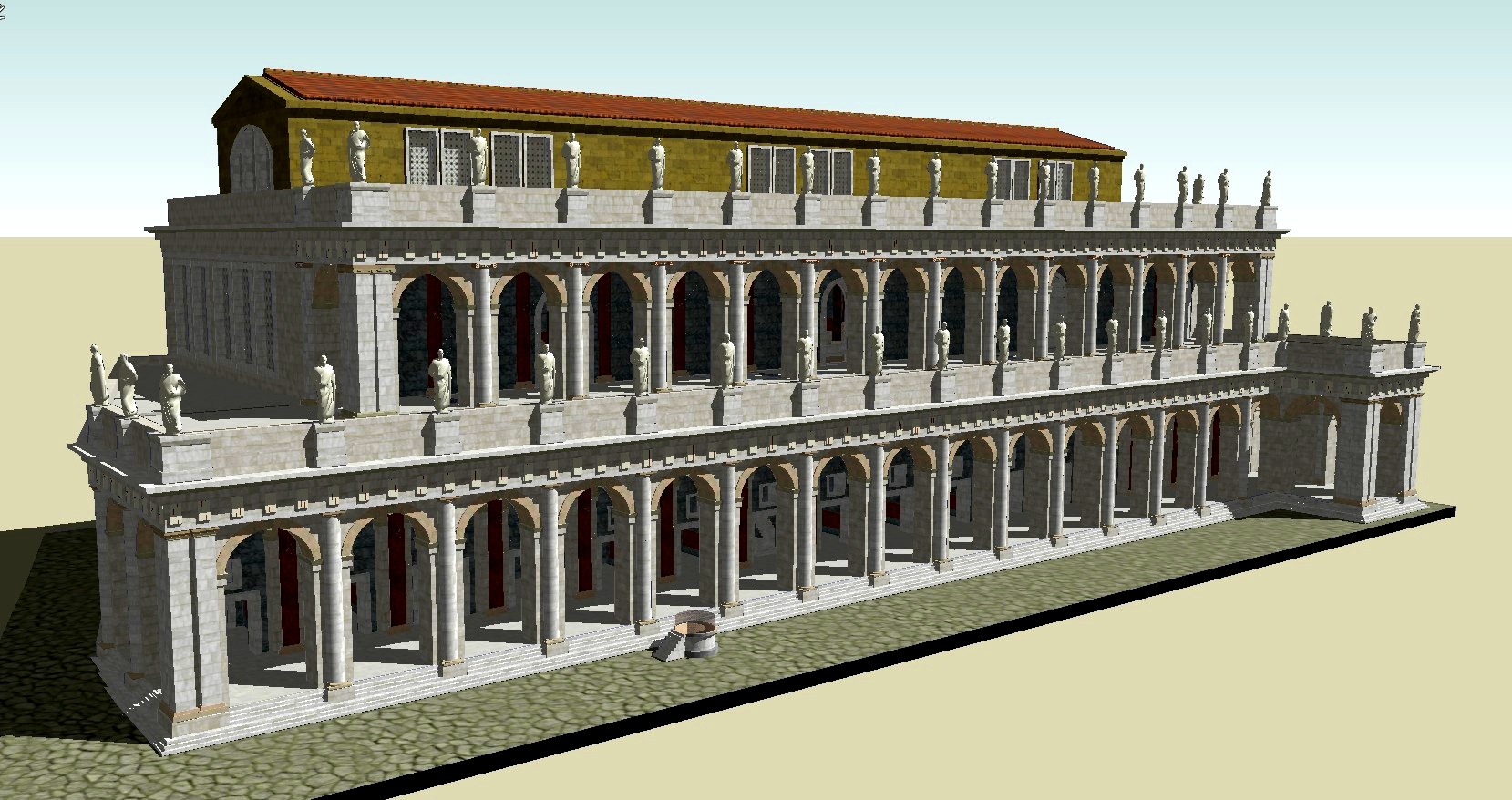
バシリカ・アエミリア。アウグストゥスが修復した後の想像図で、レピドウスが建設したときには最上階は無かった

両監察官は多数の新しい義務と税金を導入し、投票手続きを変更し、多くの小さな聖域を公共の場に戻した。大規模な建設工事が開始された。特にレピドゥスはユーノーとディアーナに神殿を建立し、劇場建設とユーピテル神殿のしっくい工事の契約を結んだ。またタラッキナ（現在のテッラチーナ）近くにダムを作った。しかし、リウィウスによると「レピドゥスはより多くの契約を結び、より多くの利益を上げた」とされている。また両監察官で協力してフォルム・ロマヌムの北側にアエミリウス・フルウィウスのバシリカを建設したが、単にアエミリウスのバシリカと呼ばれることも多い。

### 執政官II
紀元前177年、レピドゥスは植民都市ルナ建設の三人委員に就任した。紀元前175年は二度目の執政官に就任。同僚執政官はプブリウス・ムキウス・スカエウォラであった。両執政官はリグリアに勝利し、ローマに戻って凱旋式を実施した。
それから死去するまで、レピドゥスは元老院筆頭に留まった。5年に一度監察官が改定する元老院議員名簿では、6回（30年）に渡って名簿の最上位に名前があったこととなる。この名誉と最高神祇官の地位、さらには執政官と監察官経験者としての権威のため、レピドゥスはローマの支配層の中でも特別の地位を占めた。現代の歴史学者には、レピドゥスは第二次ポエニ戦争でハンニバルに勝利した英雄であるスキピオ・アフリカヌスの後継者的な地位にあったと見るものもある。
レピドゥスは紀元前153年または紀元前152年に死去した。子息に対して、葬儀は簡単に行うように命じたと言われている。即ち、棺は華美にせず、葬儀の費用はせいぜい10アスであった。

## 子孫
レピドゥスには同名の息子がおり、紀元前190年にトリブヌス・ミリトゥムとなっていることは分かっている。その他の息子がいたかは、明確ではない。研究者の中には、紀元前78年の執政官であるマルクス・アエミリウス・レピドゥスの父のクィントゥスがレピドゥスの息子と考えるものもいる。また、紀元前137年の執政官マルクス・アエミリウス・レピドゥス・ポルキナが息子であると考えるものもいる。別の説では、クィントゥスとポルキナはレピドゥスの孫であるとされている。

## 参考資料

### 古代の資料
- カピトリヌスのファスティ
- ティトゥス・リウィウス『ローマ建国史』
- プルタルコス『対比列伝』
- ポリュビオス『歴史』

### 研究書
- Vasiliev A. "Magistrate Power in Rome in the Republican Epoch: Traditions and Innovations", Checked on May 24, 2017.
- Tsirkin Yu.  "Lepidus's Revolt" // Ancient World and Archeology - 2009. - No. 13 . - С. 225-241 .
- Broughton R. "Magistrates of the Roman Republic", - New York, 1951. - Vol. I. - P. 600.
- Klebs E. "Aemilius" // Paulys Realencyclopädie der classischen Altertumswissenschaft . - 1893. - Bd. I, 1. - Kol. 543-544.
- Klebs E. "Aemilius 68" // Paulys Realencyclopädie der classischen Altertumswissenschaft . - 1893. - Bd. I, 1. - Kol. 552-553.
- Klebs E. "Aemilius 114" // Paulys Realencyclopädie der classischen Altertumswissenschaft . - 1893. - Bd. I, 1. - Kol. 576-580.
- Münzer F. "Claudius 246" // Paulys Realencyclopädie der classischen Altertumswissenschaft . - 1899. - Bd. III, 2. - Kol. 2774-2776.
- Münzer F. "Fulvius 91" // Paulys Realencyclopädie der classischen Altertumswissenschaft . - 1910. - Bd. VII, 1. - Kol. 265-267.
- Münzer F. "Manlius 91" // Paulys Realencyclopädie der classischen Altertumswissenschaft . - 1928. - Bd. XIV, 1. - Kol. 1215-1222.
- Münzer F. "The Roman aristocratic parties and families" - Baltimore: Johns Hopkins University Press, 1999. - 486 p. - ISBN 978-0801859908 .
- Settipani C. "Continuable gentilice et continuité sénatoriale dans les familles sénatoriales romaines à l'époque impériale" - Oxford, 2000. - 597 p. - ISBN 1-900934-02-7 .
- Sumner G. "Orators in Cicero's Brutus: prosopography and chronology" - Toronto: University of Toronto Press, 1973. - 197 p. - ISBN 9780802052810 .